# Amery-Becken
Koordinaten: 68° 15′ S, 74° 30′ O
Das Amery-Becken (englisch Amery Basin und Amery Depression) ist ein großes, etwa 900 m tiefes Seebecken inmitten der Prydz Bay vor der Ingrid-Christensen-Küste des ostantarktischen Prinzessin-Elisabeth-Lands.
Das Advisory Committee on Antarctic Names benannte es 1988 in Anlehnung an die Benennung des Amery-Schelfeises. Namensgeber beider Objekte ist William Bankes Amery (1883–1951), Repräsentant des Vereinigten Königreichs für die Einwanderung nach Australien zwischen 1925 und 1929. In Russland ist es als Kotlowina Lednikowaja (russisch Котловина Ледниковая, wörtlich übersetzt Gletscherbecken) bekannt.